# Die Feste mit Florian Silbereisen

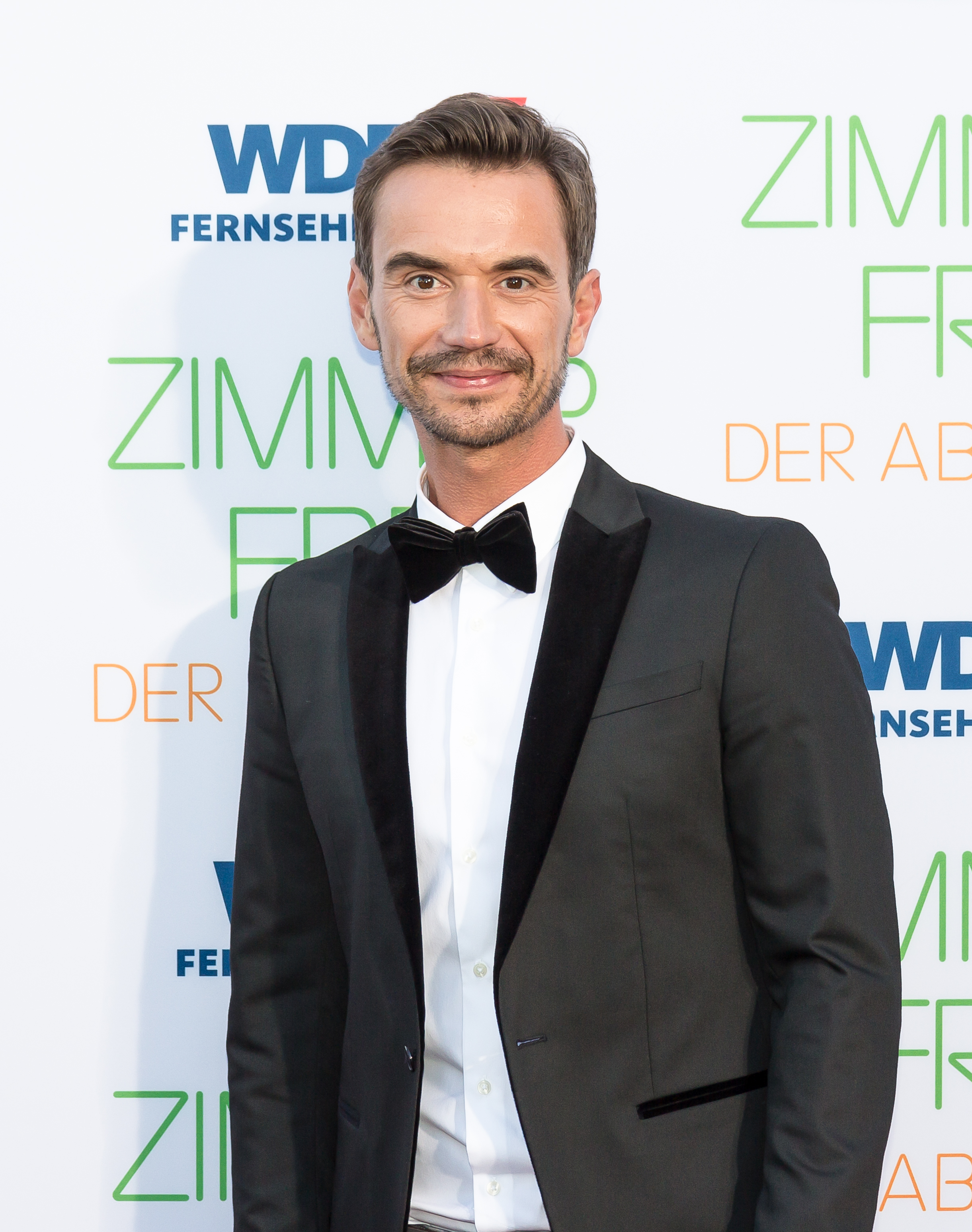
Moderator Florian Silbereisen

Die Feste mit Florian Silbereisen (früher Die Feste der Volksmusik) ist eine Unterhaltungssendereihe von ARD und ORF, in der vor allem Künstler aus den Bereichen Schlager, Pop und volkstümlicher Musik auftreten. Federführender Sender ist der MDR, produziert wird das Format von Michael Jürgens.

## Sendung
Die erste Sendung wurde am 2. Juni 1994 als Sommerfest der Volksmusik ausgestrahlt, damals noch auf dem Sendeplatz am Donnerstag um 21:03 Uhr. Seit 4. Februar 1995 werden sie als große Samstagabend-Show ausgestrahlt. Bis zum 25. Dezember 2003 wurden jährlich fünf Shows ausgestrahlt: das Winterfest (Februar), Frühlingsfest (April), Sommerfest (Juni), Herbstfest (September) und Weihnachtsfest (Dezember) der Volksmusik. Bis zum 25. Dezember 2003 moderierte Carmen Nebel insgesamt 46 Folgen, seit 7. Februar 2004 präsentiert Florian Silbereisen das Format. Am 18. September 2004 wurde die 50. Folge gesendet. Seit der Übernahme der Sendung durch Florian Silbereisen wurde das Konzept leicht umgestaltet: Im Jahr 2004 gab es statt eines Sommerfests ein Hochzeitsfest und statt eines Herbstfests ein Jubiläumsfest zur 50. Folge sowie ein zusätzliches Adventsfest. Im Jahr 2005 wurde das Sommerfest wieder eingeführt und das im Jahr zuvor eingeführte Adventsfest ersetzt das Weihnachtsfest am ersten Weihnachtsfeiertag.
Ab etwa 2011 entfernten sich Feste der Volksmusik schrittweise von ihrer ursprünglichen musikalischen Tradition. Der Namenszusatz Volksmusik wurde nach und nach aus den Sendetiteln gestrichen. Moderne Schlager- und Popmusik gewannen an Bedeutung, wodurch die klassischen Elemente der volkstümlichen Musik immer weiter in den Hintergrund rückten. Die Anpassung an zeitgenössische Trends veränderte den Charakter der Feste nachhaltig. Die einzig verbliebene Sendung, die sich nach Jahreszeiten richtet ist das Adventsfest der 100.000 Lichter.
Aktuell werden immer am Anfang eines Jahres in „Schlagerchampions – Das große Fest der Besten“ besonders erfolgreiche Schlager-Künstler mit der „Eins der Besten“ ausgezeichnet, im Sommer findet ein „Schlagerboom-Open Air“ statt, im Herbst gibt es eine Sendung unter dem Titel „Schlagerboom“ und am Samstag vor dem ersten Advent werden mit dem „Adventsfest der 100.000 Lichter“ traditionell die Weihnachtsmärkte eröffnet. 2022 und 2023 wurde die Sendung ergänzt um eine weitere Show in der Adventszeit, die unter dem Titel „Alle singen Weihnachten! – Das große Adventsfestsingen“ gesendet wurde. Zudem gab es bis 2024 meist im Frühjahr eine weitere Feste-Show. „Die Feste mit Florian Silbereisen“ gehören zu den erfolgreichsten Musikshows im deutschen Fernsehen mit bis zu sieben Millionen Zuschauern. Gleichwohl sind selten mehr als 500.000 davon jünger als 50 Jahre. 
Aufgrund der Coronavirus-Epidemie wurde das für den 14. März 2020 in Halle (Saale) geplante Fest unter dem Titel „Schlagerlovestory – Die total verliebte Frühlingsshow“ auf den 6. Juni 2020 in die Leipziger Media City verschoben. Erstmals wurde eine Show ohne Publikum übertragen.
2024 wurde bekannt, dass aufgrund von Sparmaßnahmen innerhalb der ARD künftig nur noch vier Feste im Jahr ausgestrahlt werden sollen. Seither entfallen die Frühlingsausgabe und die zweite Adventsshow. Der Vertrag mit Silbereisen wurde bis Ende 2026 verlängert.
Zum Jahreswechsel 2024/2025 wurde erstmals ein Silvester-Schlagerboom gesendet. Obwohl die Sendung ursprünglich als einmaliges Special angelegt war, wird es zum Jahreswechsel 2025/2026 eine weitere Ausgabe des Formats geben. Zählt man den Silvester-Schlagerboom mit, so kommen die Feste-Shows derzeit auf fünf Ausgaben pro Jahr.

## Veranstaltungsorte
Die Fernsehsendungen werden vorwiegend aus großen Hallen im Sendegebiet des MDR ausgestrahlt. Künstlerauftritte gab es in der Chemnitz Arena, der Stadthalle Chemnitz, in der Röhrsdorfer Chemnitz-Park-Halle, in der Hallenser Messe, in der Erfurter Messe, aus der Media City Leipzig (Studio 3), der Leipziger Messe, der Magdeburger GETEC Arena, der Riesaer Sachsen-Arena, dem Suhler Congress Centrum und der Zwickauer Stadthalle.
Außerhalb der heimatlichen Senderregion gastierte man in der Bozener Eiswelle in Südtirol, der Cottbusser Stadthalle, der Dornbirner Messe in Vorarlberg, der Hofer Freiheitshalle, der Rostocker Stadthalle, im Berliner Velodrom, den Dortmunder Westfalenhallen, der Oldenburger Großen EWE Arena, dem Kronebau sowie dem BMW Park in München, den Grünwalder Bavaria Studios, dem Gelsenkirchener Amphitheater und in Kitzbühel auf Schloss Kaps, am See Ehrenbachhöhe sowie im Tennisstadion.

## Auftritte
Unter anderem traten in den Feste-Shows auf: Judith und Mel, Heintje, Die Schäfer, Patrick Lindner, Stefanie Hertel und Stefan Mross, Die Klostertaler, Nockalm Quintett, Angelika Milster, Maria Hellwig und Margot Hellwig, Roger Whittaker, Anita & Alexandra Hofmann, Hansi Hinterseer, Andy Borg, Wildecker Herzbuben, Mühlenhof Musikanten, Gaby Albrecht, Die Flippers, Brunner & Brunner, Oswald Sattler, Jantje Smit, Francine Jordi, Vicky Leandros, Marianne und Michael, Inka Bause, DJ Ötzi, Wolfgang Petry, Ute Freudenberg, Angela Wiedl, Helmut Lotti, Uwe Busse, Uta Bresan, Kristina Böhm, Mirja Boes, Connie Francis, Achim Mentzel, Original Naabtal Duo, De Randfichten, Wencke Myhre, Semino Rossi, Captain Cook und seine singenden Saxophone, Heino, Beatrice Egli, Ross Antony, The Kelly Family, Andreas Gabalier, Helene Fischer, Andrea Berg, Maite Kelly, Roland Kaiser, Howard Carpendale, Ben Zucker, Matthias Reim, Thomas Anders, Dieter Bohlen, Giovanni Zarrella, Santiano, Voxxclub, Brings, Höhner, Klubbb3, Riverdance – The Show, Matze Knop, Hape Kerkeling, Otto Waalkes, Bülent Ceylan, Guido Cantz, Eckart von Hirschhausen und viele mehr.

### Besondere Auftritte
Im Herbstfest im September 2006 feierte Mireille Mathieu ihren 60. Geburtstag. Sie war in Begleitung ihrer Mutter Marcelle zu Gast. Die österreichische Band Schürzenjäger hatte 2007 in der Sendung ihren letzten Fernsehauftritt, ebenso 2009 Daliah Lavi. Typisch für die Sendung ist, dass dort oft sehr unterschiedliche Künstler gemeinsam auf der Bühne stehen. Bei den Sommerfesten 2007 und 2014 sang beispielsweise Florian Silbereisen gemeinsam mit Bonnie Tyler den Hit Total Eclipse of the Heart. Er sang auf Deutsch und sie auf Englisch. Beim Adventsfest 2014 sangen Silbereisen, Chris de Burgh und Mireille Mathieu gemeinsam und in drei Sprachen den Schlager Wenn die Sonne erwacht. 2018 präsentierte der Popsänger Sasha in der Sendung Schlager, Stars und Sterne mit Immer wie immer erstmals einen Song aus seinem ersten deutschsprachigen Album Schlüsselkind im deutschen und österreichischen Fernsehen und wurde dabei von Florian Silbereisen auf der steirischen Harmonika begleitet. Beim Schlagerbooom Open Air 2025 trat der Musikproduzent und Entertainer Dieter Bohlen auf. Er sang mit Florian Silbereisen You Can Get It sowie mit allen Gästen der Sendung We Have a Dream. Der Auftritt sorgte bereits im Vorhinein für Schlagzeilen, da Silbereisen 2022 kurzzeitig an Bohlens Stelle Jury-Chef bei Deutschland sucht den Superstar war und Bohlen sich in diesem Zusammenhang spöttisch über Silbereisen geäußert hatte. Außerdem sang Silbereisen in der Sendung unter anderem mit den Ensembles der Musicals Elisabeth, Tanz der Vampire, Sister Act, Ich war noch niemals in New York und Hinterm Horizont. Seit 2017 tritt in jeder Ausgabe der Schlagerboom-Show im Herbst das Ensemble des Musicals Wahnsinn auf und präsentiert ein Medley der Erfolgstitel von Wolfgang Petry.

## Ableger

### Das Magazin zum Fest
Seit der Übernahme der Moderation durch Florian Silbereisen wurden einige Neuerungen eingeführt, u. a. im Jahr 2005 Das Magazin zum Fest, welches im MDR Fernsehen begleitend zur jeweiligen Show am darauffolgenden Freitag um 21 Uhr ausgestrahlt wurde. Darin wirft der Moderator einen Blick hinter die Kulissen der Feste mit Florian Silbereisen und präsentiert Homestories und Proben der Stars der nächsten Sendung. Seit Dezember 2015 wird es als Web-Magazin zum Fest direkt im Anschluss an die Show live im Internet übertragen.

### Tournee
Zusätzlich zu den Fernsehsendungen findet seit 2005 jedes Jahr in den Frühlingsmonaten eine „Feste-Tour“ statt. Hierbei handelt es sich um Konzert-Tourneen, an denen meist Florian Silbereisen und zwei bis drei andere Stars der Schlagerszene teilnehmen. Die Konzerte sind stark an die Fernsehsendungen angelehnt. Titel ist seit 2020 Das große Schlagerfest XXL – Die Party des Jahres.

### Die Eins der Besten
In der ersten Veranstaltung des Jahres Schlagerchampions – Das Große Fest der Besten werden seit 2014 (2022 und 2023 pausierte die Reihe) die erfolgreichsten Schlager- und Volksmusikanten laut GfK Entertainment mit der Eins der Besten ausgezeichnet. Die folgende Liste beinhaltet alle Preisträger der letzten Jahre. Die in Klammern stehenden Zahlen stehen für die Auszeichnungen, die ein Künstler insgesamt in den Jahren verliehen bekommen hat. Mit 13 Auszeichnungen ist aktuell Andrea Berg die Rekordpreisträgerin.
| Preisträger 2014 - Ross Antony - Andrea Berg - DJ BoBo - Beatrice Egli - Helene Fischer - Andreas Gabalier - Heino - Hansi Hinterseer - Voxxclub | Preisträger 2015 - Kristina Bach - Andrea Berg (2) - Helene Fischer (2) - Heino (2) - Roland Kaiser - Das Ensemble von König der Löwen - Oonagh - Florian Silbereisen - Voxxclub (2) | Preisträger 2016 - Ross Antony (2) - Andrea Berg (3) - Howard Carpendale - Helene Fischer (3) - Friedrichstadt-Palast - Roland Kaiser (2) - Maite Kelly - Mireille Mathieu - Santiano | Preisträger 2017 - Andrea Berg (4+5) (Sängerin des Jahres, Album des Jahres: Seelenbeben) - Bernhard Brink (Radio-Hit des Jahres: Von hier bis zur Unendlichkeit) - dArtagnan (Newcomer des Jahres) - DJ Ötzi & Nik P. (Hit des Jahres: Geboren um dich zu lieben) - Fantasy (Duo des Jahres) - Roland Kaiser (3) (Sänger des Jahres) - Klubbb3 (Band des Jahres) - Vanessa Mai (Shooting-Star des Jahres) - Nana Mouskouri (Lebenswerk) - Álvaro Soler (Video-Hit des Jahres: Sofia) |
| Preisträger 2018 - Helene Fischer (4–7) (Album des Jahres: Helene Fischer, Sängerin des Jahres, Hit des Jahres: Herzbeben, Video-Hit des Jahres: Achterbahn) - Semino Rossi (1+2) (Sänger des Jahres, Radio-Hit des Jahres: Wir sind im Herzen jung) - The Kelly Family (1+2) (Band des Jahres, Comeback des Jahres) - Fantasy (2) (Duo des Jahres) - Ben Zucker (Newcomer des Jahres) - Daliah Lavi (Lebenswerk; postum) | Preisträger 2018 - Helene Fischer (4–7) (Album des Jahres: Helene Fischer, Sängerin des Jahres, Hit des Jahres: Herzbeben, Video-Hit des Jahres: Achterbahn) - Semino Rossi (1+2) (Sänger des Jahres, Radio-Hit des Jahres: Wir sind im Herzen jung) - The Kelly Family (1+2) (Band des Jahres, Comeback des Jahres) - Fantasy (2) (Duo des Jahres) - Ben Zucker (Newcomer des Jahres) - Daliah Lavi (Lebenswerk; postum) | Preisträger 2019 - Eloy de Jong (Newcomer des Jahres) - Fantasy (3) (Duo des Jahres) - Helene Fischer (8–10) (Tournee des Jahres: Stadion Tour 2018, Platin-Eins der Besten: Helene Fischer, Album des Jahres: Helene Fischer) - Andreas Gabalier (2) (Sänger des Jahres, Album des Jahres: Verdammt lang her) - Heino (3) und Hannelore (Lebenswerk) - The Kelly Family (3) (Platin-Eins der Besten: We Got Love) - Klubbb3 (2) (Band des Jahres) - Kerstin Ott (Sängerin des Jahres) - Santiano (2) (Platin-Eins der Besten: Im Auge des Sturms) - Álvaro Soler (2) (Hit des Jahres: La cintura) - Ben Zucker (2) (Platin-Eins der Besten: Na und?!) | Preisträger 2019 - Eloy de Jong (Newcomer des Jahres) - Fantasy (3) (Duo des Jahres) - Helene Fischer (8–10) (Tournee des Jahres: Stadion Tour 2018, Platin-Eins der Besten: Helene Fischer, Album des Jahres: Helene Fischer) - Andreas Gabalier (2) (Sänger des Jahres, Album des Jahres: Verdammt lang her) - Heino (3) und Hannelore (Lebenswerk) - The Kelly Family (3) (Platin-Eins der Besten: We Got Love) - Klubbb3 (2) (Band des Jahres) - Kerstin Ott (Sängerin des Jahres) - Santiano (2) (Platin-Eins der Besten: Im Auge des Sturms) - Álvaro Soler (2) (Hit des Jahres: La cintura) - Ben Zucker (2) (Platin-Eins der Besten: Na und?!) |
| Preisträger 2020 - Die Amigos (Duo des Jahres) - Andrea Berg (6+7) (Sängerin des Jahres, Album des Jahres: Mosaik) - Roland Kaiser (4) (Sänger des Jahres) - The Kelly Family (4) (Band des Jahres) - Julian Reim (Shootingstar des Jahres) - Mary Roos (Lebenswerk) - Giovanni Zarrella (Newcomer des Jahres) | Preisträger 2020 - Die Amigos (Duo des Jahres) - Andrea Berg (6+7) (Sängerin des Jahres, Album des Jahres: Mosaik) - Roland Kaiser (4) (Sänger des Jahres) - The Kelly Family (4) (Band des Jahres) - Julian Reim (Shootingstar des Jahres) - Mary Roos (Lebenswerk) - Giovanni Zarrella (Newcomer des Jahres) | Preisträger 2021 - Daniela Alfinito (Sängerin des Jahres) - Thomas Anders & Florian Silbereisen (Duo des Jahres) - Andrea Berg (8) (Tour des Jahres: Mosaik) - Howard Carpendale (2) (Lebenswerk) - Sarah Lombardi (Hit des Jahres: Te amo mi amor) - Kerstin Ott (2) (Platin-Eins der Besten: Ich muss dir was sagen) - Ramon Roselly (1+2) (Newcomer des Jahres, Sänger des Jahres) - Marianne Rosenberg (Comeback des Jahres) | Preisträger 2021 - Daniela Alfinito (Sängerin des Jahres) - Thomas Anders & Florian Silbereisen (Duo des Jahres) - Andrea Berg (8) (Tour des Jahres: Mosaik) - Howard Carpendale (2) (Lebenswerk) - Sarah Lombardi (Hit des Jahres: Te amo mi amor) - Kerstin Ott (2) (Platin-Eins der Besten: Ich muss dir was sagen) - Ramon Roselly (1+2) (Newcomer des Jahres, Sänger des Jahres) - Marianne Rosenberg (Comeback des Jahres) |
| Preisträger 2024 - Ross Antony (3) (Online-Eins der Besten: Down the Road – Eine ganz besondere Abenteuerreise) - Andrea Berg (9+10) (Sängerin des Jahres, Platin-Eins der Besten für 13 Nummer-eins-Alben) - Howard Carpendale (3) (Sänger des Jahres) - Beatrice Egli (2) (Radio-Eins der Besten) - Helene Fischer (11+12) (Tournee des Jahres: Rausch Live – Die Arena Tour, Platin-Eins der Besten: Rausch) - Vicky Leandros (Lebenswerk) - Olaf Malolepski (Überraschungshit des Jahres: Wir sagen danke schön) - Santiano (3+4) (Band des Jahres, Album des Jahres: Doggerland) - Chris Steger (Newcomer des Jahres) | Preisträger 2024 - Ross Antony (3) (Online-Eins der Besten: Down the Road – Eine ganz besondere Abenteuerreise) - Andrea Berg (9+10) (Sängerin des Jahres, Platin-Eins der Besten für 13 Nummer-eins-Alben) - Howard Carpendale (3) (Sänger des Jahres) - Beatrice Egli (2) (Radio-Eins der Besten) - Helene Fischer (11+12) (Tournee des Jahres: Rausch Live – Die Arena Tour, Platin-Eins der Besten: Rausch) - Vicky Leandros (Lebenswerk) - Olaf Malolepski (Überraschungshit des Jahres: Wir sagen danke schön) - Santiano (3+4) (Band des Jahres, Album des Jahres: Doggerland) - Chris Steger (Newcomer des Jahres) | Preisträger 2025 - Andrea Berg (11–13) (Sängerin des Jahres, Album des Jahres: Andrea Berg, Besondere Kreativität) - Fantasy (4) (Band und Duo des Jahres) - Roland Kaiser (5+6) (Tournee des Jahres: 50 Jahre – 50 Hits, Platin-Eins der Besten: Perspektiven) - Matthias Reim (Sänger des Jahres) - Frank Schöbel (Lebenswerk) - Georg Stengel (Shooting-Star des Jahres) | Preisträger 2025 - Andrea Berg (11–13) (Sängerin des Jahres, Album des Jahres: Andrea Berg, Besondere Kreativität) - Fantasy (4) (Band und Duo des Jahres) - Roland Kaiser (5+6) (Tournee des Jahres: 50 Jahre – 50 Hits, Platin-Eins der Besten: Perspektiven) - Matthias Reim (Sänger des Jahres) - Frank Schöbel (Lebenswerk) - Georg Stengel (Shooting-Star des Jahres) |

## Diskografie

### Alben
| Jahr | Titel Musiklabel                                                                                             | Höchstplatzierung, Gesamtwochen, AuszeichnungChartplatzierungen (Jahr, Titel, Musiklabel, Platzierungen, Wochen, Auszeichnungen, Anmerkungen) | Höchstplatzierung, Gesamtwochen, AuszeichnungChartplatzierungen (Jahr, Titel, Musiklabel, Platzierungen, Wochen, Auszeichnungen, Anmerkungen) | Höchstplatzierung, Gesamtwochen, AuszeichnungChartplatzierungen (Jahr, Titel, Musiklabel, Platzierungen, Wochen, Auszeichnungen, Anmerkungen) | Höchstplatzierung, Gesamtwochen, AuszeichnungChartplatzierungen (Jahr, Titel, Musiklabel, Platzierungen, Wochen, Auszeichnungen, Anmerkungen) | Anmerkungen                              |
| Jahr | Titel Musiklabel                                                                                             | DE | AT | CH | NL | Anmerkungen                              |
| ---- | --- | --- | --- | --- | --- | ---------------------------------------- |
| 1994 | Carmen Nebel präsentiert: Das große Fest der Volksmusik                                                      | — | — | — | — |                                          |
| 1995 | Carmen Nebel präsentiert: Das große Fest der Volksmusik 2                                                    | — | — | — | — |                                          |
| 1996 | Das große Fest der Volksmusik 3                                                                              | — | — | — | — |                                          |
| 1996 | Das große Fest der Volksmusik 4                                                                              | — | — | — | — |                                          |
| 1997 | Das große Fest der Volksmusik 5                                                                              | — | — | — | — |                                          |
| 1998 | Das große Fest der Volksmusik 6                                                                              | — | — | — | — |                                          |
| 1998 | Carmen Nebel präsentiert: Das große Fest der Volksmusik 7                                                    | — | — | — | — |                                          |
| 1999 | Das Jubiläumsfest der Volksmusik                                                                             | — | — | — | — |                                          |
| 2000 | Carmen Nebel präsentiert: Das große Fest der Volksmusik – Herbst 2000                                        | — | — | — | — |                                          |
| 2001 | Das Große Fest der Volksmusik – Frühling 2001                                                                | — | — | — | — |                                          |
| 2002 | Carmen Nebel präsentiert: Das Frühlingsfest der Volksmusik – Das Gold Jubiläum der Kastelruther Spatzen Koch | DE14 (3 Wo.)DE | AT3 (11 Wo.)AT | — | — | Erstveröffentlichung: 19. April 2002     |
| 2003 | Das Frühlingsfest der Volksmusik                                                                             | — | — | — | — |                                          |
| 2003 | Das Große Fest der Volksmusik – Herbst 2003 Koch Universal (UMG)                                             | DE17 (1 Wo.)DE | AT14 (4 Wo.)AT | — | — | Erstveröffentlichung: 20. Oktober 2003   |
| 2004 | Das Große Fest der Volksmusik – Folge 1 – Frühling 2004 Koch Universal (UMG)                                 | DE11 (8 Wo.)DE | — | CH25 (1 Wo.)CH | — | Erstveröffentlichung: 13. April 2004     |
| 2004 | Das Jubiläumsfest der Volksmusik – Folge 2 Koch Universal / Montana (UMG)                                    | DE10 (5 Wo.)DE | — | — | — | Erstveröffentlichung: 20. September 2004 |
| 2004 | Das Adventsfest der Volksmusik – Folge 3                                                                     | DE16 (4 Wo.)DE | — | — | — |                                          |
| 2005 | Das Hochzeitsfest der Volksmusik                                                                             | DE21 (2 Wo.)DE | — | — | — |                                          |
| 2005 | Das Herbstfest der Volksmusik 2005                                                                           | DE15 (4 Wo.)DE | — | — | — |                                          |
| 2006 | Das große Fest der Volksmusik – Folge 6 – Frühling 2006 Koch Universal / Montana (UMG)                       | DE13 (5 Wo.)DE | — | — | — | Erstveröffentlichung: 24. März 2006      |
| 2006 | Das Herbstfest der Volksmusik – Folge 7 Montana (UMG)                                                        | DE14 (7 Wo.)DE | — | — | — | Erstveröffentlichung: 15. September 2006 |
| 2007 | Das Herbstfest der Volksmusik – Folge 8 Koch Universal / Montana (UMG)                                       | DE16 (2 Wo.)DE | AT20 (1 Wo.)AT | — | — | Erstveröffentlichung: 14. September 2007 |
| 2008 | Das Jubiläumsfest der Volksmusik – 25 Jahre Kastelruther Spatzen Koch Universal (UMG)                        | DE8 (9 Wo.)DE | AT15 (7 Wo.)AT | CH10 (11 Wo.)CH | — | Erstveröffentlichung: 11. Juli 2008      |
| 2008 | Das Herbstfest der Volksmusik – Folge 10 Koch Universal (UMG)                                                | DE22 (1 Wo.)DE | — | CH21 (1 Wo.)CH | — | Erstveröffentlichung: 12. September 2008 |
| 2009 | Das Beste der Feste – Die Höhepunkte aus 15 Jahren der Feste der Volksmusik Koch Universal (UMG)             | DE25 (1 Wo.)DE | — | — | — | Erstveröffentlichung: 4. Dezember 2009   |
| 2010 | Das Herbstfest der Volksmusik – Folge 11 Koch Universal (UMG)                                                | DE18 (2 Wo.)DE | — | — | — | Erstveröffentlichung: 15. Oktober 2010   |
| 2011 | Das Beste aus den Festen der Volksmusik Koch Universal (UMG)                                                 | — | — | — | — | Erstveröffentlichung: 8. April 2011      |
| 2017 | Schlager-Champions – Das große Fest der Besten Sony (Sony)                                                   | DE1 (60 Wo.)DE | AT1 (25 Wo.)AT | CH2 (21 Wo.)CH | — | Erstveröffentlichung: 6. Januar 2017     |
| 2018 | Schlager-Champions 2018 – Das große Fest der Besten Polystar (UMG)                                           | DE1 (59 Wo.)DE | AT1 (28 Wo.)AT | CH1 (32 Wo.)CH | NL15 (2 Wo.)NL | Erstveröffentlichung: 5. Januar 2018     |
| 2019 | Schlager-Champions 2019 – Das große Fest der Besten Sony (Sony)                                              | DE1 (60 Wo.)DE | AT1 (58 Wo.)AT | CH1 (23 Wo.)CH | NL25 (2 Wo.)NL | Erstveröffentlichung: 11. Januar 2019    |
| 2020 | Schlager-Champions 2020 – Das große Fest der Besten Polystar (UMG)                                           | DE1 (59 Wo.)DE | AT1 (46 Wo.)AT | CH1 (36 Wo.)CH | NL7 (2 Wo.)NL | Erstveröffentlichung: 10. Januar 2020    |
| 2021 | Schlager-Champions 2021 – Das große Fest der Besten Sony (Sony)                                              | DE1 (56 Wo.)DE | AT1 (53 Wo.)AT | CH1 (39 Wo.)CH | NL5 (2 Wo.)NL | Erstveröffentlichung: 22. Januar 2021    |

### Videoalben
- 2004: Das große Fest der Volksmusik

## Kritik
Die von Michael Jürgens produzierten Shows stehen häufig in der Kritik, da sie laut Medienanalysen eine marktbeherrschende Stellung in der deutschsprachigen Schlagerszene einnehmen. Kritiker bemängeln, dass die Sendungen bevorzugt Künstler fördern, die von Jürgens gemanagt werden, und dadurch anderen Talenten kaum Raum bieten.
2022 deckte das ZDF Magazin Royale auf, dass in den öffentlich-rechtlich finanzierten Sendungen produktplatzierte Werbung für Jürgens’ eigene Projekte eingebaut wird, darunter CDs und Tourneen. Dies wurde als problematisch bewertet, da es Interessenkonflikte und eine fehlende Vielfalt in den Programmen offenbare. Außerdem wurde auf die engen Verbindungen zwischen Jürgens, Florian Silbereisen und dem wegen Betrugs angeklagten Ex-MDR-Unterhaltungschef Udo Foht hingewiesen, der an der Etablierung der Sendungen beteiligt war.